# Емил Димитров
Вижте пояснителната страница за други личности с името Емил Димитров.
Емил Димитров Димитров е известен български поп певец, музикант и композитор. Считан е за едно от най-големите имена в българската попмузика през XX век. Определян е от международната преса като „Франк Синатра от Изток“.
Той е най-продаваният български изпълнител – с 65 милиона продадени копия от албумите си в света, от които над 40 милиона в СССР и страните от Източна Европа според американското списание „Billboard“. През 1970 г. подписва договор с френската музикална компания „EMI Pathé-Marconi“, която издава първия му френскоезичен сингъл „L'amour c'est toi“ и която издава песните на „Бийтълс“, Жилбер Беко, Реджийн и др. Песента му „Моника“ (български вариант: „Моя страна, моя България“) е разпродадена в тираж от 500 000 копия в Германия и 100 000 в Белгия. Песента е също записана и изпълнявана от немския изпълнител Уили Мартин. Носител на три платинени плочи. Легенда в страните от Източния блок. 
Популярен с много хитове, от които някои от най-известните са „Моя страна, моя България“, „Ако си дал“, „Джулия“, „Само тази нощ“, „Сбогом, Мария“, „Арлекино“, „Когато отиваш там при другия“, „Нашият сигнал“, „Само един живот“, „Писмо до мама“, „На брега на тихата Марица“, „Има любов" (дует с Богдана Карадочева), както и много други.

## Биография
Емил Димитров е роден на 23 декември 1940 г. в Плевен, в семейство на Димитър Димитров, известен като Факира Мити, илюзионист и вентролог, и втората му съпруга Сийка, която по-късно става асистентка на Факира Мити с артистичното име Мадам Сизи. Двамата водят на всеки свой спектакъл Емил и той обиква театъра и музиката. Като ученик се увлича по рисуването и класическата музика, като свири трудни произведения – Втора унгарска симфония на Лист, сонати от Шопен и увертюри. Започва да композира с акордеона си, участва в училищни пиеси и прави макети на пиеси, след като се увлича по театралната сценография. Започва да свири на акордеон, а по-късно – и на пиано. Според мечтата си да пее и да свири на акордеон, в по-късните си години записва песента си „Акордеон“, в която пее: „Акордеон, а ти ми беше младостта...“.
През 1960 г. е приет да следва „Актьорско майсторство“ във ВИТИЗ „Кръстьо Сарафов“ в класа на Желчо Мандаджиев. През същата година дебютира като певец в концерт с водещ Коста Цонев и изпълнява своята авторска песен „Арлекино“, акомпанирайки си на акордеон. Това поставя началото на дълга и успешна кариера като поп изпълнител, музикант и композитор. През 1962 г. песента му „Арлекино“ печели първо място на Международния фестивал в Сопот, Полша, ставайки първата международна награда за българска песен. През 1975 г. Алла Пугачова изпълнява песента на фестивала „Златният Орфей“, откъдето тръгва и международната ѝ кариера.
Емил Димитров изнася концерти в почти всички европейски страни. През 1969 г. започва да изнася концерти и във Франция, като всички френски радиостанции излъчват песните му. Най-големи успехи има в СССР и Франция. В началото на 1960-те концертира в България и чужбина с Мария Косева. С Йорданка Христова изнася концерти в Куба. Създава оркестър „Синьо-белите“, чийто диригент и ръководител е Митко Щерев. През 1968 г. изнася концерт с френския изпълнител Енрико Масиас на стадион „Динамо“ в Москва пред 90 000 души, което е абсолютен рекорд за български изпълнител. През 1969 г. Александър Йосифов, новопостъпил директор на завода за грамофонни плочи „Балкантон“, заварва поръчка за 850 000 броя плочи от първия рецитал на певеца за СССР.
През 1970 г. излиза един от най-големите му хитове – „Моя страна“, който по-късно става песен на столетието. „Моя страна“ е и песента, с която БГ Радио стартира своето излъчване на 3 март 2001 г. Тя оглавява и първата класация на ТОП 500 най-велики български песни. Песента му „Ако си дал“ (1979 г.) пък застава начело на второто издание на класацията, което се провежда през 2012 г. по БГ Радио. Общо за целия си живот издава близо 30 албума, като 55 милиона копия са продадени в Русия. Емил Димитров е първият български изпълнител, който въвежда фолклорни мотиви в популярната музика. Типичен пример за това са песните „На брега на тихата Марица“, „Старите огнища“ и др. Също той първи въвежда и хардрок аранжиментите в българската музика – с албума си „Танцувайте с Емил“. Емил Димитров става известен във Франция, запознава се с Шарл Азнавур и Далида. Песента „Моя страна“ под названието „Моника“ е записана на френски, немски, италиански, испански. Водещи европейски звукозаписни компании сключват договори за записване и издаване на негови песни през 1970-те години. Пее заедно, на една сцена, с Джани Моранди, Рики е Повери, Йосиф Кобзон и Алла Пугачова. Във Франция го очаква блестяща кариера, но тъгува по родината и се завръща обратно в България. Емил Димитров става първият български член на Съюза на френските композитори през 1971 г. Вратите на Съюза на българските композитори обаче остават затворени пред него, поради липса на музикално образование.
През 1965 г. „Балкантон“ издава първия студиен албум на Емил Димитров с предимно танцувални песни в модерен за онова време стил. Плочата се нарича „Изпълнения на Емил Димитров“ – кат. № ВТА 483, като хитове от нея са „Песен за моята майка“, „Ти си отиде през септември“, „Чин-чин“ – първата френскоезична песен в негов студиен албум, и „Ако някога се срещнем непознати“. Съпровождат оркестрите „Синьо-белите“ и „Балкантон“.
През 1967 г. „Балкантон“ издава втория му студиен албум – „Изпълнения на Емил Димитров“ – кат. № ВТА 1001, като хитове от него са „Нора“, „Вън вали“ и „Моряшко сбогом“. И този албум съдържа някои младежки танцувални песни. Съпровождат оркестрите „Синьо-белите“, „Балкантон“ и ЕОБРТ.
Постигнал значителен успех с песни като „Арлекино“, „Нашият сигнал“ и други, през 1970 г. идва големият пробив на Димитров с издаването на дългосвирещата плоча „Моя страна“, която освен емблематичната песен, съдържа и хитовете „Лидия“, „Когато отиваш там при другия“ и любовната балада „Само тази нощ“. В този албум се забелязва по-шлагерно звучене. Съпроводът е на оркестър „Синьо-белите“, дир. Митко Щерев.
В Париж през 1972 г. заедно с Богдана Карадочева, оркестър „Балкантон“, дир. Димитър Ганев и сестри Кушлеви изнася близо 30 концерта под името „Шоу бюлгар“ в театър „Ейропен“ с изключителен успех. Във Франция записва песни в студията на музикалните компании „Pathé-Marconi“, „Disques Barclay“, „Riviera“ и „Orpheus“. През същата година певецът записва дългосвирещата си плоча „Танцувайте с Емил“, издадена от „Балкантон“ под съпровод на орк. „Синьо-белите“ под диригентството на Митко Щерев, която е първият български албум, записан и миксиран на четирипистов магнетофон, съдържащ хитовете „Ана“, „Мариана“, която е с подчертано френско звучене, и „Шехерезада“. До 1972 г. албумите в България са записвани на двупистов магнетофон, което носи големи рискове както за качеството, така и за перфектния баланс на инструментите. През същата 1972 година „Балкантон“ издава и още една дългосвиреща плоча на Емил Димитров под каталожен номер ВТА 1445, в която са записани хитовете „Джулия“, „Сбогом, Мария“, „Има любов“ (дует с Богдана Карадочева), както и народните песни „Грозде“ и „Дилмано, Дилберо“ с участието на сестри Кушлеви в обработка и аранжимент на Митко Щерев. Съпроводът е на оркестър „Балкантон“, дир. Димитър Ганев. В тази плоча певецът записва и френскоезичната „Както преди“ (м. Е. Димитров, фр. т. В. Андреев), както и кавър на популярната песен от репертоара на Pop-tops „Mamy blue“ като „Тъжна майка“ (б. т. В. Андреев, ар. М. Щерев). Песента му „Джулия“ става европейски хит в края на 1972 г., като заема челни места в много европейски класации. Емил Димитров е единственият български певец и композитор с десет хита в европейските класации, включително в чартовете на Франция, Белгия и Холандия.
През 1974 г. е издаден шестият му албум „Емил Димитров“ – ВТА 1679, ВТА 1680 под съпровод на орк. „Синьо-белите“, който се състои от две дългосвирещи плочи. С него въвежда хардрока в България с песента „Мъничка овчарко“. Хитове от албума са „Писмо до мама“, „Върни ми времето“, „Пейте с мен, приятели“, „Пътища“, „Трева“, „Кажете ѝ“ и „Едит“.
През 1976 г. „Балкантон“ издава седмия студиен албум на Димитров под кат. № ВТА 2044 с подчертано патриотично звучене, записан в студио „Балкантон“ с ФСБ. Хитове от него са „Хубавата Джиджи“, „Кръстопът на любовта“, както и патриотичните „Роден кът“, „Старите огнища“, „Родина“ и „Непознатият, който ни пази“.
През 1978 г. е издаден осмият му студиен албум от „Балкантон“ под кат. № ВТА 10178. Хитове от него са „Без грим“, „Не съжалявам за изгубеното време“, „Парижка история (Клаудия)“ и „Звучи в мен музика“.
През 1979 г. е издаден деветият му студиен албум от „Балкантон“ под кат. № ВТА 10361. Хитове от него са емблематичната „Ако си дал“, „Ретро любов“, „Дъждът остана сам“ и „Българка“. Албумът съдържа и по-нови версии на „Нашият сигнал“ и „Ако някога се срещнем непознати“, записана като „Ако някога“. Съпроводът е на ФСБ, а известните певици Богдана Карадочева, Ани Върбанова и Анастасия Бинчева също вземат участие в записите. 
През 1980 г. „Балкантон“ издава компилацията „20 години с песните на Емил“ на две дългосвирещи плочи, включваща хитовете на певеца „Моя страна“, „Арлекино“, „Нашият сигнал“, „Когато отиваш там при другия“, „Песен за чайката“, „Само тази нощ“, „Върни ми времето“, „Джулия“, „Сбогом, Мария“, „Моряшко сбогом“, „Писмо до мама“, „Песен за моята майка“ и др.
През 1982 г. излиза дългосвирещата плоча „Само един живот“, съдържаща едноименния хит, както и популярните песни „Градините на любовта“ и „Любовта замина“. Записите в плочата са реализирани с ФСБ.
През 1985 г. излиза дългосвирещата плоча „Акордеон“ с едноименния хит и хитовете „Слънце, ти остани!...“, „Отмъщение“ и „Крадец на щастие“. Съпроводът е на оркестър „Синьо-белите“, но и синът на певеца участва в записите – свири на перкусия.
През 1987 г. излиза дългосвирещата плоча „Емил Димитров“ под кат. № 12157 с хитовете „И между две целувки“, „Ти не ме разбра“ и „Автографи“.
Следващият студиен албум на певеца излиза след промените от 10 ноември, издаден от „Балкантон“ през 1991 г., и е озаглавен „Частно ченге“. Включва хитовете „Убий ме за това“, „Ти налей ми чашата“, както и утвърдените „Ако си дал“ и „Ако можех да избирам, майчице“.
През 1995 г. на компактдиск излиза студийният албум „Дива самодива“, включващ едноименната песен, както и хитовете „Ела в София“ (в нов аранжимент), „Влюбена Коледа“ и „Джулия“ с вокали Пламен Велинов и Деян Неделчев.
През 1998 г. излиза последният студиен албум на певеца на компактдиск, озаглавен „Пясъчно момиче“, включващ едноименната песен, както и хитовете „Имала Мариана“, „Лидия“, „Лейла“, „Беден жиголо“ и „Ти не ме разбра“.
От 1999 г. певецът не се занимава активно с музика поради влошеното си здраве след прекаран мозъчен инсулт.
На 2 май 2002 г. се състои голям концерт, организиран от Йорданка Христова, с някои от най-големите хитове на певеца, изпълнени от любими български изпълнители. Песните, изпълнени на концерта, излизат в албума на Емил Димитров „Само един живот не е достатъчен... С песните на Емил Димитров“. На този концерт Димитров излиза за последен път пред публика, но в инвалидна количка.

## Личен живот и смърт
Първата му съпруга е актрисата и певица Грета Ганчева (ж. 1967 г.), но бракът им е кратък. От брака си с Мариета Гьошева (ж. 1968 г., разв. 1991 г.) има син Емил Димитров-син (р. 1970), който става политик и издава албуми с песните на баща си. През 1970 г. Емил Димитров посвещава песента „Моя страна, моя България“ на сина си. През 2000 г. Мариета Гьошева и Емил Димитров отново се женят. През декември същата година обаче Мариета умира след усложнения от диабет.
Димитров е бисексуален. Има дългогодишна връзка със своя импресарио и текстописец Васил Андреев.
Емил Димитров умира на 64 години в София на 30 март 2005 г.
През 2005 г., по желание на Емил Димитров, синът му подарява правата на „Моя страна, моя България“ на БСП.

## Творчество
В репертоара си певецът има над 400 композиции, 280 от които са авторски: „Арлекино“ (дала старт на кариерата на Алла Пугачова), „Джулия“, „Ако си дал“, „Сбогом, Мария“, „Ела в София“, „Песен за моята майка“, „Моряшко сбогом“, „Нашият сигнал“. „Моя страна“ е известна на запад като „Моника“. Работил е с почти всички български композитори, сред които Зорница Попова, Йосиф Цанков и Тончо Русев, както и с някои чуждестранни композитори.
За 39-годишната си кариера Емил Димитров издава над 30 албума, създава над 350 песни, продава 65 милиона копия от албумите си по целия свят, изнася над 7000 концерта в европейски, азиатски и африкански страни. Считан от мнозина за „Крал на песента“, „българският Хулио Иглесиас“, „Жилбер Беко от София“ и „Синатра на Изтока“. Често е наричан „Кралят на българската поп музика“.

## Дискография

### Малки плочи
| Година | Албум                                                       | Вид | Издател           | Каталожен номер |
| ------ | ----------------------------------------------------------- | --- | ----------------- | --------------- |
| 1962   | „Емил Димитров пее за вас“                                  | EP  | Балкантон         | 5568            |
| 1962   | „Изпълнения на Емил Димитров“                               | EP  | Балкантон         | 5588            |
| 1962   | „Артисты болгарской эстрады“ – издадена в СССР              | EP  | Аккорд            | Д-0009609       |
| 1963   | „Целуни ме“/ „Песничка за младостта“                        | SP  | Балкантон         | 2660            |
| 1963   | „Емил Димитров пее за вас“                                  | EP  | Балкантон         | 5642            |
| 1963   | „Забавна и танцова музика от Йосиф Цанков“                  | EP  | Балкантон         | 5599            |
| 1963   | „Emil Dimirtov“ – издадена в Румъния                        | EP  | Electrecord       | EDC 606         |
| 1964   | „Нашият сигнал“/ „Ало, мадмоазел“                           | SP  | Балкантон         | BТК 2744        |
| 1965   | „Emil Dimirtov. Hopa-hop“ – издадена в Полша                | EP  | Veriton           | V-287           |
| 1965   | „Пее Емил Димитров“                                         | ЕP  | Балкантон         | ВТМ 5839        |
| 1965   | „Изпълнения на Емил Димитров“                               | ЕP  | Балкантон         | ВТМ 5840        |
| 1965   | „Пее Емил Димитров“                                         | ЕP  | Балкантон         | ВТМ 5841        |
| 1967   | „Пее Емил Димитров“                                         | ЕP  | Балкантон         | ВТМ 5892        |
| 1967   | „Изпълнения на Емил Димитров“                               | ЕP  | Балкантон         | ВТМ 5919        |
| 1969   | „Пее Емил Димитров“                                         | ЕP  | Балкантон         | ВТМ 6123        |
| 1970   | „Пее Емил Димитров“                                         | ЕP  | Балкантон         | ВТМ 6181        |
| 1970   | „Емил Димитров във Франция“                                 | ЕP  | Балкантон         | ВТМ 6216        |
| 1970   | „Пее Емил Димитров“                                         | SP  | Балкантон         | ВТК 2884        |
| 1970   | „Емил Димитров“/ „Давид Александър Винтер“                  | SP  | Балкантон         | ВТК 2895        |
| 1970   | „Николета“/ „Емил Димитров“                                 | SP  | Балкантон         | ВТК 2896        |
| 1970   | „Monica“/ „Dom lili dom“ – издадена във Франция             | SP  | EMI Pathé-Marconi | 8Е006-11370М    |
| 1970   | „Emil Dimirtov“ – издадена във Франция                      | SP  | Riviera           | 121285          |
| 1971   | „Емил Димитров“/ „Вице Вуков“ – издадена в СССР             | ЕP  | Мелодия           | Д–00029767-8    |
| 1971   | „Monica“/ „Dom lili dom“ – издадена във ФРГ                 | SP  | Ariola            | 10 347 AT       |
| 1971   | „Пее Емил Димитров“                                         | SP  | Балкантон         | ВТК 2982        |
| 1971   | „На разсъмване“/ „Гласът на Пирин“                          | SP  | Балкантон         | ВТК 2942        |
| 1972   | „Emil Dimirtov. Monica“ – издадена в Испания                | SP  | Accion            | AC – 10.004     |
| 1972   | „Djulia“/ „Je chanterai pour toi“ – издадена във Франция    | SP  | EMI Pathé-Marconi | 2C006-11880     |
| 1972   | „L'amour c'est toi“/ „Dis-Moi Pourquoi“ – издадена в Турция | SP  | Crafonola         | GTS-10001       |
| 1972   | „Monica“/ „Dom lili dom“ – издадена в Мексико               | SP  | Odeon             | SOM-189         |
| 1972   | „Emil et Bogdana“ – издадена в Ливан                        | SP  | Orfeus            | SAB 201         |
| 1972   | „Песни от Йосиф Цанков пее Емил Димитров“                   | SP  | Балкантон         | ВТК 2998        |
| 1974   | „Емил Димитров“                                             | SP  | Балкантон         | ВТК 3161        |
| 1974   | „Емил Димитров“                                             | SP  | Балкантон         | ВТК 3162        |
| 1978   | „Емил Димитров“                                             | SP  | Балкантон         | ВТК 3440        |
| 1979   | „Емил Димитров“                                             | SP  | Балкантон         | ВТК 3460        |

### Студийни албуми
| Година | Албум                         | Вид  | Издател                 | Каталожен номер    |
| ------ | ----------------------------- | ---- | ----------------------- | ------------------ |
| 1965   | „Изпълнения на Емил Димитров“ | LP   | Балкантон               | ВТА 483            |
| 1967   | „Изпълнения на Емил Димитров“ | LP   | Балкантон               | ВТА 1001           |
| 1970   | „Моя страна“                  | LP   | Балкантон               | ВТА 1217           |
| 1972   | „Емил Димитров“               | LP   | Балкантон               | ВТА 1445           |
| 1972   | „Танцувайте с Емил“           | LP   | Балкантон               | BTА 1491           |
| 1974   | „Емил Димитров“               | 2 LP | Балкантон               | ВТА 1679, ВТА 1680 |
| 1976   | „Емил Димитров“               | LP   | Балкантон               | BTА 2044           |
| 1978   | „Емил Димитров“               | LP   | Балкантон               | ВТА 10178          |
| 1979   | „Емил Димитров“               | LP   | Балкантон               | ВТА 10361          |
| 1982   | „Само един живот“             | LP   | Балкантон               | ВТА 10872          |
| 1985   | „Акордеон“                    | LP   | Балкантон               | ВТА 11472          |
| 1987   | „Емил Димитров“               | LP   | Балкантон               | ВТА 12157          |
| 1991   | „Частно ченге“                | LP   | Балкантон               | ВТА 12713          |
| 1995   | „Дива Самодива“               | CD   | Балкантон и Лейди мюзик | 070158             |
| 1998   | „Пясъчно момиче“              | CD   | Милена рекърдс          | MR 98012           |

### Компилации
| Година | Албум                                                           | Вид  | Издател                        | Каталожен номер        |
| ------ | --------------------------------------------------------------- | ---- | ------------------------------ | ---------------------- |
| 1970   | „Най-хубавото“                                                  | LP   | Балкантон                      | ВТА 1207               |
| 1980   | „20 години с песните на Емил“                                   | 2 LP | Балкантон                      | ВТА 10554, ВТА 10555   |
| 1982   | „Най-хубавите песни на Емил Димитров“                           | МС   | Балкантон                      | ВТМС 7008              |
| 1995   | „Златни хитове 1“                                               | MC   | Балкантон и Riva Sound         | ВТМС 7686              |
| 1995   | „Златни хитове 2“                                               | MC   | Балкантон и Riva Sound         | ВТМС 7687              |
| 1995   | „Златни хитове 3“                                               | MC   | Балкантон и Riva Sound         | ВТМС 7713              |
| 1995   | „Златни хитове 4“                                               | MC   | Балкантон и Riva Sound         | ВТМС 7714              |
| 1995   | „Златни хитове“                                                 | CD   | Балкантон и Riva Sound         | RSCD 3028, 070147      |
| 2000   | „Златни хитове 2“                                               | CD   | Riva Sound                     | RSCD 3074              |
| 2002   | „Само един живот не е достатъчен... С песните на Емил Димитров“ | CD   | Riva Sound                     | RSCD 3096              |
| 2005   | „Емил Димитров“                                                 | CD   | Стандарт нюз                   | МК № 50349/ 13.12.2005 |
| 2012   | „Звучи в мене музика“                                           | CD   | БНР и фондация „Емил Димитров“ | МК № 55731/ 19.11.2011 |
| 2018   | „Не съжалявам за изгубеното време“                              | CD   | Фондация „Емил Димитров“       |                        |

### Други песни
- 1964 – „Ако имах чук“ – м. Пит Сийгър и Лий Хейс, т. Милчо Спасов, съпр. орк. „Балкантон“, дир. Димитър Ганев
- 1964 – „Моряшки спомен“ – м. Петър Ступел – от малка плоча с песни на Петър Ступел
- 1966 – „Нашият сигнал“ (руска версия) – м. Емил Димитров, т. Васил Андреев и Емил Димитров
- 1967 – „Вън вали“, дует с Грета Ганчева – м. Патриция Карли, т. Васил Андреев, ар. Димитър Ганев
- 1968 – „Фестивална София“ – м. Георги Костов, т. Димитър Точев, с „До-ре-ми-фа“ и орк. „Балкантон“, дир. Д. Ганев – от фестивала „Златният Орфей“
- 1969 – „Арлекино“ (френска версия) – м. Емил Димитров, т. Васил Андреев
- 1969 – „Дилайла“ – м. Том Джоунс, т. Васил Андреев, съпр. орк. „Балкантон“, дир. Д. Ганев – от малка плоча със забавна музика
- 1969 – „На първото стъпало лека нощ“
- 1969 – „Обещай ми последния танц“ – м. Георги Тимев, т. Матей Шопкин, съпр. орк. „София“ – от малка плоча с песни на Георги Тимев
- 1970 – „Една година любов“ – б. т. Жива Кюлджиева
- 1971 – „Аз не съм лошо момче“ – м. Георги Костов, т. Кръстьо Станишев, съпр. вок. група и орк., дир. Вили Казасян – от малка плоча с песни на Георги Костов
- 1971 – „За да си щастлива“ – м. Георги Костов, т. Милчо Спасов, съпр. орк., дир. Константин Драгнев – от малка плоча с песни на Георги Костов
- 1972 – „Ева“ (на немски)
- 1972 – „Кълнем се“ – м. Николай Арабаджиев, т. Димитър Василев, съпр. орк. „Балкантон“, дир. Д. Ганев – от плоча с избрани песни на Николай Арабаджиев
- 1972 – „Не идвай като спомен“
- 1973 – „Помниш ли ти“, дует с Богдана Карадочева – м. и т. Емил Димитров (забранена песен поради „еротика“, не излиза на плоча, а е издадена чак през 2006 г. в компилацията на Богдана Карадочева „Златна колекция“)
- 1973 – „Пътека до теб“, дует с Богдана Карадочева – м. Александър Йосифов, т. Димитър Точев, ар. Константин Драгнев, съпр. вок. гр. и орк., дир. К. Драгнев – от малката плоча „Пътека до теб“ с Бисер Киров
- 1978 – „Художник“
- 1978 – „Дует певец-футболист“, дует със Стефан Данаилов – м. Атанас Косев, т. Георги Ивчев и Любомир Пеевски, ар. Димитър Бояджиев, съпр. ЕОБР, дир. В. Казасян – от мюзикъла „Осветени пози“
- 1979 – „Добре дошла, Нова годино“, с участието на сборна формация български изпълнители
- 1981 – „Мефисто“ – м. Емил Димитров, т. Иля Велчев, ар. Найден Андреев – песента на „Всяка неделя“ за април
- 1981 – „Пирински майки“ – м. Дечо Таралежков, т. Захари Петров, ар. Иван Пеев – от плочата „Песни за южния град“
- 1982 – „Обич за обич“ – м. Георги Костов, т. Евтим Евтимов, ар. Вили Казасян – от радиоконкурса „Пролет“
- 1982 – „Само ти“

## Хитове
| Заглавие                         | Албум                                    | Изпълнител                         |
| -------------------------------- | ---------------------------------------- | ---------------------------------- |
| Моя страна                       | „Моя страна“ – ВТА 1217                  | Емил Димитров                      |
| Арлекино                         | „Изпълнения на Емил Димитров“ – 5588     | Емил Димитров                      |
| Нашият сигнал                    | „Емил Димитров“ – ВТК 2744               | Емил Димитров                      |
| Ако си дал                       | „Емил Димитров“ – ВТА 10361              | Емил Димитров                      |
| Писмо до мама                    | „Емил Димитров“ – ВТА 1679/80            | Емил Димитров                      |
| Ако можех да избирам, майчице    | „Частно ченге“ – ВТА 12713               | Емил Димитров                      |
| Убий ме затова                   | „Частно ченге“ – ВТА 12713               | Емил Димитров                      |
| Ти налей ми чашата               | „Частно ченге“ – ВТА 12713               | Емил Димитров                      |
| Пътища                           | „Емил Димитров“ – ВТА 1679/80            | Емил Димитров                      |
| Моряшко сбогом                   | „Изпълнения на Емил Димитров“ – ВТА 1001 | Емил Димитров                      |
| Ако някога се срещнем непознати  | „Емил Димитров“ – ВТА 483                | Емил Димитров                      |
| Само тази нощ                    | „Моя страна“ – ВТА 1217                  | Емил Димитров                      |
| Само един живот                  | „Само един живот“ – ВТА 10872            | Емил Димитров                      |
| Джулия                           | „Емил Димитров“ – ВТА 1445               | Емил Димитров                      |
| Сбогом, Мария                    | „Емил Димитров“ – ВТА 1445               | Емил Димитров                      |
| Ти си отиде през септември       | „Пее Емил Димитров“ – ВТМ 5841           | Емил Димитров                      |
| Ела в София                      | „Пее Емил Димитров“ – ВТМ 6123           | Емил Димитров                      |
| Лидия                            | „Моя страна“ – ВТА 1217                  | Емил Димитров                      |
| Когато отиваш там при другия     | „Моя страна“ – ВТА 1217                  | Емил Димитров                      |
| На брега на тихата Марица        | „Пее Емил Димитров“ – ВТМ 6181           | Емил Димитров                      |
| Песен за чайката                 | „Емил Димитров пее за вас“ – 5642        | Емил Димитров                      |
| Нора                             | „Изпълнения на Емил Димитров“ – ВТА 1001 | Емил Димитров                      |
| Вън вали                         | „Изпълнения на Емил Димитров“ – ВТА 1001 | Емил Димитров                      |
| Хубавата Джиджи                  | „Емил Димитров“ – ВТА 2044               | Емил Димитров                      |
| Акордеон                         | „Акордеон“ – ВТА 11472                   | Емил Димитров                      |
| Има любов                        | „Емил Димитров“ – ВТА 1445               | Емил Димитров и Богдана Карадочева |
| Песен за моята майка             | „Емил Димитров“ – ВТА 483                | Емил Димитров                      |
| Жената на военния                | „Пее Емил Димитров“ – ВТМ 6181           | Емил Димитров                      |
| Мариана                          | „Танцувайте с Емил“                      | Емил Димитров                      |
| Грозде                           | „Емил Димитров“ – ВТА 1445               | Емил Димитров и сестри Кушлеви     |
| Дилмано, Дилберо                 | „Емил Димитров“ – ВТА 1445               | Емил Димитров и сестри Кушлеви     |
| Върни ми времето                 | „Емил Димитров“ – ВТА 1679/80            | Емил Димитров                      |
| Пейте с мен, приятели            | „Емил Димитров“ – ВТА 1679/80            | Емил Димитров                      |
| И между две целувки              | „Емил Димитров“ – ВТА 12157              | Емил Димитров                      |
| Когато мойта баба                | „Емил Димитров“ – ВТА 10178              | Емил Димитров                      |
| Старите огнища                   | „Емил Димитров“ – ВТА 2044               | Емил Димитров                      |
| Слънце, ти остани!...            | „Акордеон“ – ВТА 11472                   | Емил Димитров                      |
| Любовта замина                   | „Само един живот“ – ВТА 10872            | Емил Димитров                      |
| Звучи в мене музика              | „Емил Димитров“ – ВТА 10178              | Емил Димитров                      |
| Не съжалявам за изгубеното време | „Емил Димитров“ – ВТА 10178              | Емил Димитров                      |
| Без грим                         | „Емил Димитров“ – ВТА 10178              | Емил Димитров                      |

## Видеоклипове
- „Ако имах чук“ (1968)
- „Моя страна, моя България“ – реж. Стилиян Иванов; оп. Мирослав Евдосиев
- „Писмо до мама“ – реж. Стилиян Иванов; оп. Емил Дюлгеров, Мирослав Евдосиев
- „Ако си дал“ – реж. Стилиян Иванов; оп. Емил Дюлгеров, Мирослав Евдосиев

## Награди и отличия
- 1959 – Втора награда на Второто общобългарско състезание за изпълнители и инструменталисти за изпълнение на акордеон на „Унгарската рапсодия“ от Лист
- 1962 – награда на Международния фестивал в Сопот (Полша) за песента „Арлекино“ – първата международна награда за българска песен
- 1968 – Втора награда на конкурса „Мелодия на годината“ с песента „Кълнем се да помним“
- 1970 – почетно звание „заслужил артист“
- 1972 – плочи, издадени във Франция стават платинени поради огромните продажби
- 1973 – почетна плоча в Германия за най-популярен шлагер („Моника“)
- 1974 – Голяма награда за песента „Едит“ и Първа награда за песента „Трева“ на фестивала „Златният Орфей“
- 1976 – Втора награда за песента „Непознатият, който ни пази“ на „Мелодия на годината“
- 1976 – специална награда за песента „Санчо от малкото ранчо“ на Първия международен фестивал на поп песента в Истанбул,
- 1979 – Втора награда на „Мелодия на годината“ с песента „Ако си дал“
- 1980 – Първа награда за песента „Градините на любовта“ на „Златният Орфей“ и специална награда за песента „Балада за българката“[19]
- 1980 – златна плоча – първата златна плоча в България на поп изпълнител
- 1990 – отличие Excellence Européen
- 1990 – златна плоча
- 1990 – „Златен лавров венец“ на Френската академия на изкуствата[1]
- 1995 – награда на „Златният Орфей“ за цялостен принос в българската музика
- 1998 – звание „Почетен гражданин на Плевен“[20]
- 1999 – звание „Почетен гражданин на София“[21]
- 2001 – орден „Стара планина“[1] за изключителни заслуги към развитието на българската популярна песен и нейното разпространение
- 2002 – награда за цялостен принос (Награди на Телевизия „ММ“)
- 2004 – почетен президентски знак от президента на България Георги Първанов

## Памет
През 2001 г. режисьорът Стилиян Иванов прави филм за Емил Димитров, който се излъчва по БНТ в две части, а след това многократно е повтарян по Националната телевизия и сателитния канал „ТВ България“. Филмът, освен интервю с Емил Димитров, включва и разкази на семейството на певеца, певицата Алла Пугачова, както и Митко Щерев, Йорданка Христова, дует Ритон, проф. Александър Йосифов и още куп знаменитости и приятели на певеца. Филмът се използва от много журналисти, писатели и хроникьори като достоверен източник за техните публикации, книги и сценарии за Емил Димитров.
В края на 2005 г. вестник „Стандарт“ заедно със Stars Records издават диск в памет на Емил Димитров, който е в пакет с печатните издания на вестника. Той съдържа аудио част с 5 от най-големите хитове на певеца: „Само един живот“, „Акордеон“, „Пейте с мен, приятели“, „Ако си дал“, „Писмо до мама“ и синбек на „Моя страна, моя България“, както и мултимедийна част: клип на „Писмо до мама“ и галерия със снимки от личния му архив.
През 2006 г. Георги Гълов пише книга за Емил Димитров. В нея авторът описва живота и творчеството на българския певец и композитор. Поместени са и спомени на приятели, колеги и почитатели, както и богат снимков материал от личния архив на певеца. Описана е и пълната дискография на неговото творчество, като към книгата е приложен и компактдиск с някои от хитовете на Димитров.
През 2011 г. Българската националната телевизия предоставя филма на продуцентска къща „Додофилм“ да я тиражира и разпространява – инициатива на семейството на певеца и плевенчани. Главен двигател на инициативата е режисьорът Стилиян Иванов. 1500 копия на единствения документален филм за поп певеца Емил Димитров „Слава, любов, самота!“ са дарени на музикалните училища, библиотеки и читалища в България през 2011 г.
Става член на Съюза на френските композитори[ неясно? ] през 1971 г. Посмъртно е приет в Съюза на българските композитори през 2016 г. 
На 15 май 2018 г. е открит негов паметник в родния му град в рамките на поредица прояви по случай празника на града. Двуметровата бронзова фигура на певеца се намира до Големия фонтан на Водната каскада в центъра на Плевен. Автор на монумента е популярният скулптор Константин Симеонов – Костика, който е бил близък приятел на Димитров. Средствата за изграждане на паметника са набрани чрез мащабни дарителски инициативи, в които се включва и Министерството на отбраната, което дарява материала за изработване. Проектът за паметника е избран с национален конкурс.